# 浮気なぼくら
『浮気なぼくら』 (うわきなぼくら、英語: NAUGHTY BOYS)は、1983年5月24日にアルファレコード（¥ENレーベル）よりリリースされた、YMOの7作目のアルバム。

## 概要
本作および「サーヴィス」は全曲に歌詞がついたいわゆる「歌モノ」のアルバムである（「浮気なぼくら」はのちにボーカル部分をシンセサイザーに置き換えたインストゥルメンタル版も発売）。
作詞は細野晴臣、高橋幸宏、坂本龍一の他に、一部の曲でピーター・バラカン、松本隆が担当、作曲は細野、高橋、坂本の単独作曲の他に共作の曲も収録されている。プロデューサーは前作まであった細野の名義はなくなりY.M.O.となっている。
カネボウ化粧品のコマーシャルソングとして使用された先行シングル「君に、胸キュン。」を収録しており、1982年のメンバーのソロ活動や他アーティストへの楽曲提供などを経て、大きく路線を変更したアルバムである。前作『テクノデリック』（1981年）発表後、メンバーはソロ活動として様々なミュージシャンに楽曲を提供、ヒットさせている。それらの楽曲は歌謡曲として作られていたが、YMO独特のシンセ・サウンドもさりげなく使われており、その後の歌謡曲・アイドルソングに絶大な影響を与えた（テクノ歌謡参照）。
その後発表されたYMO名義のこのアルバムは、個々のソロ活動からの影響か歌謡曲を意識したものとなっている。一見すると前作までのリスナーにとってはまさしく「浮気な」歌謡曲路線へのレコード・セールスを見込んだ転向に見えるのだが、細野晴臣曰く当時のヒット歌謡曲とは一線を画した楽曲群であり、歌謡曲としてつくられたものではなく、むしろ『テクノデリック』の第2弾という位置付けのアルバムであると後に語っている。また、それまでのソロ活動の影響か、このアルバムでは、重厚な楽曲の細野、ポップな楽曲の高橋幸宏、繊細な楽曲の坂本龍一といったように、3人の特徴が顕著に現れたアルバムでもある。
また、当初アルバムタイトルは『キュート』と名付けられていた。

## 背景
アルバム『テクノデリック』（1981年）リリース後、YMOは「ウィンター・ライヴ1981」と題したコンサートツアーを11月24日の宮城県民会館から12月27日のツバキハウスまで、9都市全13公演行った。12月27日にはツアー最終日となるツバキハウスでの公演が行われ、ゲストとして松武秀樹、立花ハジメ、EXの梅林茂が参加した。12月29日には渋谷東映でのRCサクセションのライブ「真夜中のロック・ショー」に坂本がゲスト出演し、これが縁となり後に共作する事となった。また1981年を以ってA&Mレコードとの契約が終了したため、以降の作品の日本国外でのリリースは全てCBS/ALFAからリリースされる事となった。
1982年に入り、2月にはイギリスでセカンドアルバム『ソリッド・ステイト・サヴァイヴァー』がリリースされた。2月14日には忌野清志郎+坂本龍一のシングル「い・け・な・いルージュマジック」（1982年）がリリースされ、50万枚を売り上げるヒット曲となった。2月21日にはシングル「体操」がリリースされた。3月にはイギリスで「ライディーン」がリリースされた。3月24日には日本テレビ系深夜番組『11PM』（1965年 - 1990年）に細野と高橋が出演、3月27日にはフジテレビ系バラエティ番組『オレたちひょうきん族』（1981年 - 1989年）に3人で出演、さらに3月30日にはフジテレビ系バラエティ番組『THE MANZAI』（1981年 - 1982年）に「トリオ・ザ・テクノ」として出演し漫才や物まねを披露した。
4月15日にはフジテレビ系音楽番組『ミュージックフェア』（1964年 - ）に出演、「恋人よ我に帰れ」（1928年）をテクノポップ調アレンジで演奏した。5月21日には細野と高橋が発起人となった"¥ENレーベル"の第一弾として、細野のソロアルバム『フィルハーモニー』、高橋と坂本が参加した立花ハジメのアルバム『H』がリリースされた。6月21日には細野がプロデュースしたゲルニカのアルバム『改造への躍動』がリリースされた。8月21日には坂本は映画『戦場のメリークリスマス』の撮影のためラロトンガ島へと向かい、10月5日に撮影を終え帰国した。10月21日には細野が参加したTest Patternのアルバム『APRES-MIDI』、同じく細野が参加したInteriorsのアルバム『Interior』がリリースされた。
11月には1日に坂本がプロデュースした加藤登紀子のアルバム『愛は全てを赦す』、5日には高橋が参加したMELONのシングル「P.J.」、同じく高橋が参加した桂木文のアルバム『ひとりぼっちのコンチェルト』、10日には細野が参加した松田聖子のアルバム『Candy』、坂本が参加した来生たかおのアルバム『遊歩道』、21日には¥ENレーベルのシングル第一弾として細野のシングル「三国志メイン・テーマ」、細野と高橋が参加したMELONのアルバム『DO YOU LIKE JAPAN?』、坂本と渡辺香津美のアルバム『TOKYO JOE』、坂本が参加した前川清のアルバム『KIYOSHI』がそれぞれリリースされた。12月には5日にYMO初のビデオ『イエロー・マジック・オーケストラ』と細野と坂本が参加した山田邦子のアルバム『贅沢者』がリリースされ、8日にはジャパンの日本武道館公演に矢野顕子と共に坂本と高橋がゲスト出演、16日には細野と高橋が参加したシーナのアルバム『いつだってビューティフル』と同じく細野と高橋が参加したビックリハウスのカセットアルバム『音版ビックリハウス～ウルトラサイケ・ビックリパーティー』、21日には細野のソロベストアルバム『アーリー細野晴臣』と坂本が参加したわらべのシングル「めだかの兄妹」がそれぞれリリースされた。
1983年に入り、1月1日には国際コミュニケーション年のテーマソングとして本作収録の「以心電信」が使用され、NHK総合にてコマーシャルが放送された他、同日には高橋のソロシングル「ARE YOU RECEIVING ME?」、細野が参加したイモ欽トリオのシングル「ティーンエイジ・イーグルス」がリリースされた。1月2日には坂本が参加したTACOのアルバム『タコ』がリリースされた。2月には細野が参加した藤村美樹のシングル「夢・恋・人。」、5日には2本目となるYMOのビデオ『コンピューター・ゲーム』がリリースされた。3月には1日に細野が参加した川上さんと長島さんのシングル「きたかチョーさんまってたドン」、5日には細野が参加した中島みゆきのアルバム『予感』、25日には先行シングル「君に、胸キュン。」、細野と高橋が参加した藤村美樹のアルバム『夢恋人』、細野が参加したS-KENのアルバム『ギャング・バスターズ』がリリースされた。
4月には1日に3人が参加した郷ひろみのアルバム『比呂魅卿の犯罪』、5日には坂本とデヴィッド・シルヴィアンの共作シングル「禁じられた色彩」、坂本が参加した矢野のシングル「わたしのにゃんこ」、細野が参加した松原みきのシングル「Paradise Beach（ソフィーのテーマ）」がそれぞれリリースされた。4月9日には雑誌『サウンドール』の特別編集本『YMO BOOK～YOUNG MUZAK OZISAN』が発売、12日からはニッポン放送ラジオ番組『高橋幸宏のオールナイト・ニッポン』の放送が開始、21日にはライブビデオ『YMOウィンター・ライブ'81』がリリースされた他、坂本が参加した映画『だいじょうぶマイ・フレンド』のサウンドトラックと細野と坂本が参加した森進一のシングル「紐育物語」、25日には細野が参加した大空はるみのアルバム『VIVA』と同じく細野が参加したスターボーのアルバム『STARBOW I たんぽぽ畑でつかまえて』、27日には細野が作曲した松田聖子のシングル「天国のキッス」がリリースされた。5月には1日に坂本による同名映画のサウンドトラック『戦場のメリークリスマス』がリリースされ、17日には坂本が出演しているラジオ番組『サウンド・ストリート』にて本作の特集が組まれゲストとして細野と高橋が出演、21日には3人が参加したビートたけしのシングル「TAKESHIの、たかをくくろうか」、坂本が参加した美空ひばりのシングル「笑ってよムーンライト」、細野が参加した藤真利子のアルバム『アブラカダブラ』がリリースされた。

## 録音
本作のレコーディングは1982年10月20日から1983年1月20日にかけて、ALFA Studio "A"および音響ハウスにて行われた。1982年12月29日には一度本作のレコーディングは終了し、翌年2月リリースを予定していたが、アルファレコードの製造元がビクターからワーナー・パイオニアに変更された為にリリース延期。先行シングルとしてリリースされた「君に、胸キュン。」は前述のリリース延期後、最後にレコーディングされており、1983年1月12日に開始、1月20日にトラックダウンが終了。全てのレコーディング作業が完了する事となった。
ドラムの録音ではリン・ドラムをアンプで鳴らし、本物のドラムを共鳴させその音を録音したり、リン・ドラムに高橋の音を焼き付けたROMを装着するなど前作にも通じる制作方法が用いられている。
前々作『BGM』（1981年）ではデジタル録音が行われ、前作『テクノデリック』（1981年）ではアナログ録音に戻されたが、本アルバムは最初からデジタル録音で行われている。現在はこのマスターテープを再生できる機材がこの世に存在しないため、『BGM』のテープと共に廃棄処分されている。
使用機材はプロフェット5、Emulator、ローランドMC-4、ローランドTR-808、リン・ドラム、シモンズ(シンセドラム)が挙げられる。
YMOの作品に初めて協力した外国人ミュージシャンとして、ビル・ネルソンがギターで参加。元々は前年に行った高橋のコンサートにビルが参加したことがきっかけで高橋が提案した。坂本は、ビルのE-BOWを使った持続音を鳴らす演奏を気に入っていたという。
今作よりメンバー自らがシーケンサーを利用することとなり、それまでマニピュレートを担当していた松武秀樹が制作から外れ、若手スタッフの一人である藤井丈司が「テクニカル・アシスタンス」として参加している。

## 音楽性
本来であればYMOは1982年を以て解散する意向であったが、アルファレコードの意向もあり1983年以降も存続する事となった。この件を受けて坂本は「業界のマニュアル通りにYMOが出したら、どうなるか」と発言しており、YMOを利用してシミュレーションしていたとみられる。また、この時点ですでに解散が決定していたが、外部には知られていない状態であった。さらに坂本は本アルバムのポップ路線について「お遊びだったのであまりやる意味がなかった。しかし、あの時点ではああでもしなかったら、息が詰まりそうだった。無理に遊ぼうとした」とコメントしている。

## リリース
1983年5月24日にアルファレコードからLPレコード、カセットテープの2形態でリリースされた。
1984年7月25日に初CD化。その後1987年3月25日、1992年3月21日、1994年6月29日とCD再リリースが続く。1998年1月15日には紙ジャケット仕様でリリース。
1999年9月22日には細野監修によるリマスタリングが施され、ライナーノーツを松本隆と伊藤弘が担当。アルファレコードではなく、東芝EMIからのリリース。
2003年1月22日には坂本監修により初回プレスのみ紙ジャケット仕様、さらに『浮気なぼくら (インストゥルメンタル)』との2枚組でソニー・ミュージックハウスより再リリース、音源は1999年細野監修時発売分を使用。
2010年9月29日にはブルースペックCDとして『浮気なぼくら (インストゥルメンタル)』との2枚組でリリース、2019年8月28日にはSACDハイブリッドとして『浮気なぼくら (インストゥルメンタル)』との2枚組でリリース。

## プロモーション
本作リリースの前後にはテレビ番組に頻繁に出演しており、1983年1月1日のフジテレビ系バラエティ番組『オレたちひょうきん族 スペシャル』にて同番組に2度目の出演を果たし、『三匹の用心棒』というタイトルの時代劇コントに出演、鮎川誠、立花ハジメ、鈴木慶一、小池玉緒、前川清、ビートたけしらと共演した。
4月14日にはTBS系音楽番組『ザ・ベストテン』（1978年 - 1989年）に初出演し、ランキングは17位で「今週のスポットライト」として「君に、胸キュン。」を演奏した。4月18日には日本テレビ系音楽番組『ザ・トップテン』（1981年 - 1986年）に初出演し、順位は10位であった。4月25日には『ザ・トップテン』に再度出演。
5月5日には『ザ・ベストテン』に再度出演、5月8日と翌週の5月15日の2週にわたってフジテレビ系クイズ番組『クイズ・ドレミファドン!』（1976年 - 1988年）に出演、8日放送分では「君に、胸キュン。」と「WILD AMBITIONS」を演奏した他に小林克也司会のコント内でメンバーはイントロクイズに挑戦、15日放送分では「君に、胸キュン。」、「YOU'VE GOT TO HELP YOURSELF／以心電信」、「ONGAKU／音楽」を演奏した他、小林司会の下で「胸キュンは売れるか? 売れないか?」というスネークマンショーを模したコントが行われた。さらに5月19日には『ザ・ベストテン』、5月26日には『ザ・ベストテン』、5月30日には『ザ・トップテン』に出演した。

## ツアー
本作リリース後の1983年11月23日の道立産業共進会場を皮切りに、12月22日の日本武道館公演まで6都市全9公演におよぶコンサートツアー「1983 YMOジャパンツアー」が開催された。 同ツアーにはサポートメンバーとしてデヴィッド・パーマーが参加した。なお、このツアーがYMOとして最後のコンサートツアーとなった。

## 批評
| 専門評論家によるレビュー | 専門評論家によるレビュー |
| レビュー・スコア         | レビュー・スコア         |
| 出典                     | 評価                     |
| ------------------------ | ------------------------ |
| オールミュージック       | [ 9 ]                    |
| コンパクトYMO            | 否定的                   |
| CDジャーナル             | 肯定的                   |

- 音楽情報サイト『オールミュージック』では、4点（満5点）と評価された[9]。

- 音楽本『コンパクトYMO』にてライターの佐藤公稔は、「本作のコンセプトは"キュート"で、作品は"歌謡曲テイスト"という、今までのYMOイメージを一掃したもの」と指摘し、1982年のメンバー各自のソロ活動の中でも歌手やアイドルに提供した「歌謡曲」の完成度を高く評価し、「82年の成果を、それぞれ持ち込んでYMOとして発売したのが本作」と位置付けた[10]。しかし、本作のリリースに関しては「YMOの名の元に発表する必然性はない」、「"これでもYMO買うか?"というファンへの挑戦とも受けとれる」と否定的に評価した[10]。

- 音楽情報サイト『CDジャーナル』では、「“散開”を決めた中での制作だったのも影響しているのか、やたらに明るい。『君に、胸キュン』でのハジケぶりときたら。そんなに辛かったんですか? [11]」と本作の制作環境の問題点を指摘しているが、「前作とうって変わって明るい雰囲気が流れていて、色気たっぷりのテクノ・ポップの名曲『君に、胸キュン。』や『以心電信』など開放的なムード[12]」、「ポップなアプローチが新鮮な1枚[13]」と軽快な音楽性や開放的な雰囲気に関して肯定的に評価している。

## 収録曲
| 全編曲: YMO。 |                                          |                             |                            |      |
| #             | タイトル                                 | 作詞                        | 作曲                       | 時間 |
| 1.            | 「君に、胸キュン。（浮気なヴァカンス）」 | 松本隆                      | 細野晴臣 坂本龍一 高橋幸宏 | 4:07 |
| 2.            | 「EXPECTED WAY／希望の路」               | 高橋幸宏                    | 高橋幸宏                   | 4:34 |
| 3.            | 「FOCUS」                                | 細野晴臣 ピーター・バラカン | 高橋幸宏 細野晴臣          | 3:41 |
| 4.            | 「ONGAKU／音楽」                         | 坂本龍一                    | 坂本龍一                   | 3:25 |
| 5.            | 「OPENED MY EYES」                       | 高橋幸宏 ピーター・バラカン | 高橋幸宏                   | 3:40 |

| #         | タイトル                                            | 作詞      | 作曲              | 時間  |
| --------- | --------------------------------------------------- | --------- | ----------------- | ----- |
| 6.        | 「YOU'VE GOT TO HELP YOURSELF／以心電信（予告編）」 |           | 高橋幸宏 坂本龍一 | 0:30  |
| 7.        | 「LOTUS LOVE」                                      | 細野晴臣  | 細野晴臣          | 4:05  |
| 8.        | 「KAI-KOH／邂逅」                                   | 坂本龍一  | 坂本龍一          | 4:27  |
| 9.        | 「EXPECTING RIVERS／希望の河」                      | 高橋幸宏  | 高橋幸宏 坂本龍一 | 4:37  |
| 10.       | 「WILD AMBITIONS」                                  | 細野晴臣  | 細野晴臣 坂本龍一 | 5:10  |
| 合計時間: | 合計時間:                                           | 合計時間: | 合計時間:         | 38:35 |

## 曲解説

### A面
1. 君に、胸キュン。（浮気なヴァカンス）
詳細は「君に、胸キュン。」を参照のこと。
2. EXPECTED WAY／希望の路
3. FOCUS
4. ONGAKU／音楽
当時3歳だった坂本の娘である坂本美雨のために書いた曲。当時の坂本は美雨に自作他作問わずに様々な曲を聴かせ、ノッて踊るかどうかで曲の良悪を判断していた。歌詞は60年代の現代音楽の手法のことを指している。ベースには2種類の音色が使われている。ドラムの8ビートを刻んでいるのはハイハットではなくスネアである。
5. OPENED MY EYES
全英詞曲。

### B面
1. YOU'VE GOT TO HELP YOURSELF／以心電信（予告編）
国際連合による「世界コミュニケーション年(WCY)」のキャンペーン曲。スポットCM用の為、曲の時間が30秒になっており、この曲をフルコーラス用に作り直し、歌詞を付けたものが後にシングル発売された。
2. LOTUS LOVE
坂本によると『キュー』の兄弟曲のようなものとのこと。
3. KAI-KOH／邂逅
鐘の音色は「イミュレーター」を使ったサンプリングで、『戦場のメリークリスマス』のテーマにも使用されているもの。散開の心境で書かれた歌詞と俗に言われているが真相は不明。
4. EXPECTING RIVERS／希望の河
詳細は「希望の河」を参照のこと。
5. WILD AMBITIONS
全英詞曲。YMOの活動時において唯一、細野と坂本が共作した作品。特にイントロのリズムパターンは細野と坂本が協力したもの。また、スネアの音色には高橋がキデイランドで購入したおもちゃの音色が使われている。

## スタッフ・クレジット

### イエロー・マジック・オーケストラ
- 細野晴臣
- 坂本龍一
- 高橋幸宏

### 参加ミュージシャン
- ビル・ネルソン - ギター
- 藤井丈司 - テクニカル・アシスタンス
- 山添昭彦 - テクニカル・アシスタンス

### スタッフ
- Y.M.O. - プロデューサー、ミックス・エンジニア
- 小池光夫 - レコーディング、ミックス・エンジニア
- 土井章嗣 (Studio "A") - アシスタント・エンジニア
- アライタカノブ（音響ハウス） - アシスタント・エンジニア
- 井上嗣也 (Beans) - アート・ディレクション
- 坂田栄一郎 - 写真撮影
- 本多三記夫 (Bijin) - ヘアー、メイク・アップ
- ツクイトシナオ - クリエイティブ・サービス
- 伊藤洋一（オフィスインテンツィオ） - マネージメント
- 大蔵博 (B-2 Unit) - マネージメント
- 小尾一介 - A & Rコーディネーター
- タカハシオサム - A & Rコーディネーター

## リリース履歴
| No. | 日付          | 国名             | レーベル                       | 規格             | 規格品番                       | 最高順位 | 備考 |
| --- | ------------- | ---------------- | ------------------------------ | ---------------- | ------------------------------ | -------- | --- |
| 1   | 1983年5月24日 | 日本             | アルファレコード／YEN          | LP・CT           | YLR-28008 (LP)・YLC-28008 (CT) | 1位      | |
| 2   | 1984年4月25日 | 日本             | アルファレコード               | CD               | 38XA-6                         | -        | |
| 3   | 1984年        | オランダ         | Pick Up Records                | LP               | LPU 0014                       | -        | |
| 4   | 1987年3月25日 | 日本             | アルファレコード               | CD               | 32XA-143                       | -        | |
| 5   | 1992年3月21日 | 日本             | アルファレコード               | CD               | ALCA-293                       | -        | |
| 6   | 1992年        | オランダ         | Roadrunner Records             | CD               | LS 9152 2                      | -        | |
| 7   | 1994年6月29日 | 日本             | アルファミュージック           | CD               | ALCA-9045                      | -        | |
| 8   | 1998年1月15日 | 日本             | アルファミュージック           | CD               | ALCA-5222                      | -        | |
| 9   | 1999年9月22日 | 日本             | 東芝EMI                        | CD               | TOCT-24240                     | -        | 細野晴臣監修、リマスタリング盤、ライナーノーツ：松本隆×伊藤弘（グルーヴィジョンズ）                               |
| 10  | 2003年1月22日 | 日本             | ソニー・ミュージックハウス     | CD               | MHCL 210〜1                    | 76位     | 坂本龍一監修、紙ジャケット仕様、『浮気なぼくら (インストゥルメンタル)』との2枚組                                  |
| 11  | 2004年2月2日  | カナダ、イギリス | エピック・レコード             | CD               | E2K 91846 (CA)・513451 2 (UK)  | -        | 『浮気なぼくら (インストゥルメンタル)』との2枚組                                                                  |
| 12  | 2010年9月29日 | 日本             | ソニー・ミュージックダイレクト | ブルースペックCD | MHCL-20108〜9                  | 254位    | 1999年リマスタリング音源、紙ジャケット仕様、スーパーピクチャーCD 『浮気なぼくら (インストゥルメンタル)』との2枚組 |
| 13  | 2019年8月28日 | 日本             | ソニー・ミュージックダイレクト | SACDハイブリッド | MHCL-10117～8                  | -        | Bob Ludwigリマスタリング音源 『浮気なぼくら (インストゥルメンタル)』との2枚組                                     |